# كامبرلاند (كولومبيا البريطانية)
كامبرلاند (بالإنجليزية: Cumberland, British Columbia)‏ هي بلدة تقع في كندا في كوموكس-ستراثكونا سي، كولومبيا البريطانية. يقدر عدد سكانها بـ 3,398 نسمة ومساحتها 29.00 كم2 وترتفع عن سطح البحر 160 متر.